# Nicole Belloubet
Nicole Belloubet (Parijs, 15 juni 1955) is een Franse juriste en politica. Van 21 juni 2017 tot 6 juli 2020 was zij minister van Justitie in de tweede regering van premier Édouard Philippe. Eerder was Belloubet onder meer lid van de Grondwettelijke Raad van 14 maart 2013 tot 21 juni 2017.

## Levensloop
Belloubet behaalde het licentiaat in publiek recht in 1978 aan de Universiteit Panthéon-Assas en in 1979 een licentiaat in rechtsgeschiedenis bij dezelfde universiteit. In 1990 promoveerde ze tot doctor in de rechten aan de Universiteit Panthéon-Sorbonne. De titel van haar thesis luidde: Pouvoirs et relations hiérarchiques dans l'administration française. In 1992 behaalde ze de aggregatie voor publiek recht.
Zij is weduwe van Pierre-Laurent Frier (1953-2005), hoogleraar publiek recht aan de Universiteit Panthéon-Sorbonne. Na haar benoeming tot hoogleraar werd ze rector van de Academie in Limoges (1997-2000) en in Toulouse (2000-2005).
Zij werd in 2008 hoogleraar Europees Recht aan het Institut d'études politiques de Toulouse en werd er tevens bestuurder en onderzoeker.
Ook was zij:
- Voorzitter van het interministerieel Comité voor de bevordering van de gendergelijkheid in de onderwijssystemen (2000-2005).
- Op verzoek van Jack Lang, minister van Nationaal Onderwijs, schreef ze een rapport onder de titel 30 mesures pour lutter contre les violences sexistes et sexuelles dans les établissements scolaires (2001).[2]
- In 2002 schreef ze een vervolgrapport met 30 voorstellen voor de toekomst van de lycea.[3]

### Politiek in Toulouse
Na de gemeenteverkiezingen van 2008 werd zij eerste locoburgemeester en wethouder (adjointe au maire) in Toulouse, belast met cultuur.
In 2010 werd zij lid van de Regionale Raad van Midi-Pyrénées verkozen op de lijst van de socialisten. Ze werd er ondervoorzitster, belast met opvoeding, hoger onderwijs en onderzoek. Ze nam ontslag uit haar functie van 'adjointe' in de stad Toulouse, maar bleef gemeenteraadslid.

### Lid van de Grondwettelijke Raad
In 2013 werd Belloubet door de voorzitter van de Senaat, Jean-Pierre Bel, aangesteld als lid van de Grondwettelijke Raad voor een mandaat van negen jaar.
Ze was de eerste vrouwelijke hoogleraar in de rechten die in de Franse Grondwettelijke Raad werd benoemd. Ze nam ontslag uit haar politieke functies.

### Minister van Justitie
Op 21 juni 2017 werd ze tot minister van Justitie benoemd in de regering-Philippe II. Ze volgde hierin François Bayrou op. Ze nam ontslag uit de Grondwettelijke Raad.

## Voetnoten
1. ↑  Nicole Belloubet, professeure des universités à Sciences Po Toulouse, est nommée au Conseil Constitutionnel[dode link] sur le site de Sciences Po Toulouse.
2. ↑  Rapport de Nicole Belloubet-Frier, 2001
3. ↑  Nicole Belloubet nommée au Conseil Constitutionnel sur le site tempsreel.nouvelobs.com
4. ↑  « Nicole Maestracci et Nicole Belloubet nommées au Conseil constitutionnel », Le Monde du 12 février 2013.

- Biblioteca Nacional de España: XX5356155
- Bibliothèque nationale de France: cb11891089c (data)
- CiNii: DA08381484
- Gemeinsame Normdatei: 136157459
- International Standard Name Identifier: 0000 0000 8398 9782
- Library of Congress Control Number: n82016339
- Nationale Bibliotheek van Israël: 987007432797105171
- Nederlandse Thesaurus van Auteursnamen: 161777198
- Système universitaire de documentation: 026716399
- Virtual International Authority File: 88034896
- WorldCat: E39PBJr7RkfdWFgRbWTfvJ6tKd